# Pēteris Vaivars
Pēteris Vaivars (ur. 17 lipca 1963 w miejscowości Rūjiena) – łotewski dyplomata, od 2006 ambasador Łotwy w Japonii. 

## Życiorys
W latach 1981–1986 studiował na Wydziale Automatyki i Techniki Obliczeniowej Ryskiego Instytutu Politechnicznego. W 1995 odbył kursy w Instytucie Rozwoju Międzynarodowego w Królestwie Niderlandów, zaś w 2006 z dziedziny japonistyki na Uniwersytecie Oxfordzkim.
W latach 1986–1988 zatrudniony na macierzystej uczelni (był m.in. dyrektorem miasteczka studenckiego), następnie zaś w Centralnym Komitecie Łotewskiego Komsomołu jako dyrektor Wydziału Studentów (1988–1990). W 1990 został starszym referentem w Komitecie Łotewskiej Organizacji Młodzieżowej (LJOK), która zastąpiła sowiecki Komsomoł. W 1992 przez krótki okres związany z sektorem prywatnym jako dyrektor spółki "SSTF". W 1992 uzyskał zatrudnienie w Ministerstwie Spraw Zagranicznych RŁ – początkowo jako starszy referent i dyrektor w Wydziale Krajów Europy Północnej (1992–1995), następnie I sekretarz ambasady w Finlandii (1995–1997) oraz ambasador nadzwyczajny i pełnomocny na Ukrainie (1997–2000) akredytowany również w Rumunii i Mołdawii (1998–2000). Po powrocie do kraju pracował jako wiceminister w MSZ (2000–2006), a także nierezydujący ambasador RŁ w Serbii i Czarnogórze (2003–2006). 
W 2006 został pierwszym w historii ambasadorem Łotwy w Japonii. W następnym roku uzyskał również akredytację przy rządzie Korei Południowej. 
Przez ponad trzy dekady uprawiał koszykówkę. Od czasu przyjazdu na placówkę w Japonii regularnie uczestniczy w tokijskich maratonach.